# Ondřej Baránek
Ondřej Baránek (* 26. června 1980 Havířov) je český politik a manažer, od prosince 2024 primátor města Havířov, předtím v letech 2016 až 2024 postupně radní a náměstek primátora města, člen hnutí ANO.

## Život
Před vstupem do politiky se živil jako obchodní manažer.
Od října 2019 působí jako předseda představenstva akciové společnosti CEVYKO, která se v Havířově zabývá recyklací odpadů, od prosince 2023 je rovněž členem výboru spolku Městský Fotbalový Klub Havířov. Působí také ve statutárním orgánu bytového Družstva spoluvlastníků Letní 7 (2009–2012 jako místopředseda představenstva a od 2013 jako předseda představenstva). V letech 2014 až 2018 působil ve statutárním orgánu akciové společnosti Technické služby Havířov (z toho několik let jako místopředseda představenstva).
Ondřej Baránek žije v Havířově, konkrétně v části Šumbark. Dlouho hrával futsal v rámci amatérské ligy Futsal Havířov.

## Politické působení
V komunálních volbách v roce 2014 byl zvolen jako nestraník za hnutí ANO zastupitelem města Havířov, v prosinci 2016 se po částečné obměně městské koalice stal radním města. Ve volbách v roce 2018 obhájil post zastupitele města, tentokrát už jako člen hnutí ANO. V listopadu 2018 se pak stal náměstkem primátora pro ekonomiku a správu majetku. Také ve volbách v roce 2022 obhájil post zastupitele města, v říjnu 2022 se opět stal náměstkem primátora pro ekonomiku a správu majetku.
V krajských volbách v roce 2024 kandidoval jako člen hnutí ANO ze 39. místa kandidátky do Zastupitelstva Moravskoslezského kraje, ale neuspěl (skončil jako čtvrtý náhradník).
Dne 9. prosince 2024 rezignoval na post primátora jeho spolustraník Josef Bělica, jelikož se stal hejtmanem Moravskoslezského kraje. Ve stejný den byl novým primátorem města Havířov zvolen právě Baránek, podpořilo jej 37 z 39 přítomných zastupitelů.